# Resolució 802 del Consell de Seguretat de les Nacions Unides
La Resolució 802 del Consell de Seguretat de les Nacions Unides, fou adoptada per unanimitat el 25 de gener de 1993, després de reafirmar la resolució 713 (1991) i totes les resolucions pertinents posteriors i expressant les seves ofensives per part de l'Exèrcit Croat A les àrees protegides de les Nacions Unides, el Consell va exigir el cessament immediat de les hostilitats i la retirada de les forces croates de les zones.
El Consell també va condemnar els atacs contra la Força de Protecció de les Nacions Unides (UNPROFOR), exigint que tornessin immediatament les armes confiscades de la Força als magatzems. També va demanar a totes les parts i altres parts interessades que respectessin estrictament els acords d'alto el foc i el pla de manteniment de la pau de les Nacions Unides, inclòs el desmantellament i la desmobilització de les Forces de Defensa Territorial Sèrbia i altres unitats.
La resolució va expressar condolences a les famílies dels morts de la UNPROFOR, exigint que les parts a la regió respectin la seguretat de la Força. També va exigir que totes les parts cooperessin amb la Força de Protecció i permetessin que el trànsit civil utilitzés els passos a Maslenica i a Split.